# Meehania cordata
Meehania cordata är en kransblommig växtart som först beskrevs av Thomas Nuttall, och fick sitt nu gällande namn av Nathaniel Lord Britton. Meehania cordata ingår i släktet Meehania och familjen kransblommiga växter. Inga underarter finns listade i Catalogue of Life.